# Hartwigstraße (Bremen)

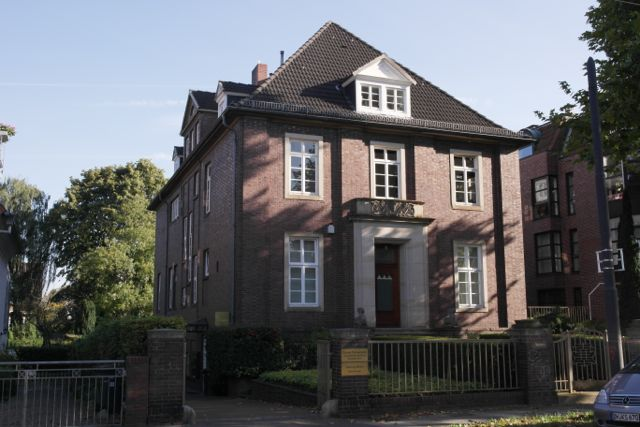
Haus Pape

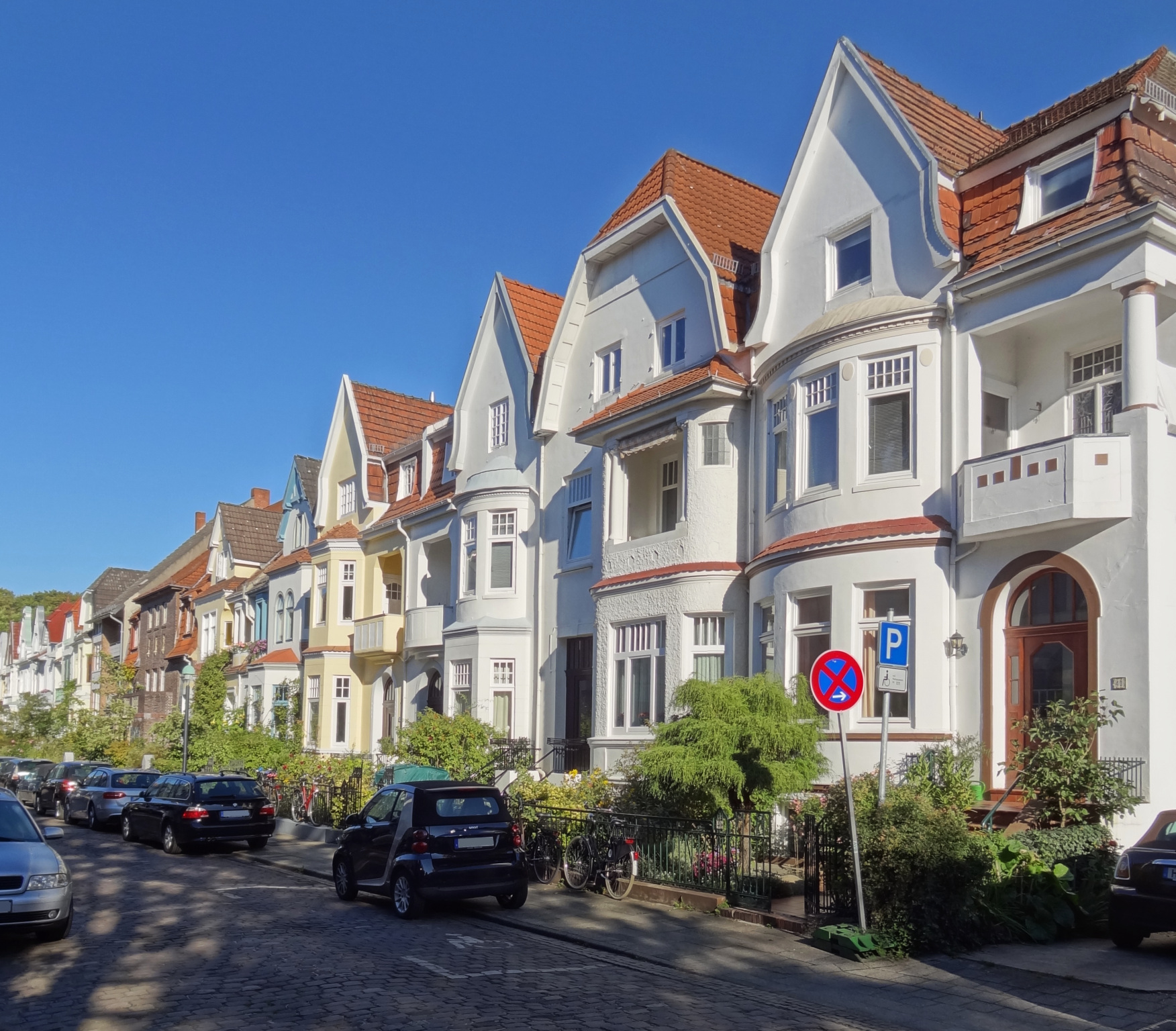
Wohnhausgruppe Bulthauptstraße

Die Hartwigstraße ist eine zentrale Erschließungsstraße in Bremen, Stadtteil Schwachhausen, Ortsteil  Bürgerpark. Sie führt in Süd-Nord-Richtung von der Wachmannstraße zum Schwachhauser Ring und zur Crüsemannallee in Neu-Schwachhausen.
Die Querstraßen und Anschlussstraßen wurden benannt u. a.  als Wachmannstraße nach dem Bremer Ratssyndikus und Gesandten Johann Wachmann der Ältere (1592–1659), Benquestraße 1890 nach dem Landschaftsarchitekten Wilhelm Benque (1814–1895), Franziusstraße nach dem Wasserbauingenieur und Oberbaudirektor Ludwig Franzius (1832–1903), Bulthauptstraße 1905 nach dem Bremer Theaterautor Heinrich Bulthaupt (1849–1905), Arnold-Böcklin-Straße 1933 nach dem Maler (1827–1901), Otto-Gildemeister-Straße nach dem liberal-konservativen Politiker, Senator und Bremer Bürgermeister (1823–1902), Fitgerstraße nach dem Kaufmann, Chefredakteur der Weser-Zeitung und Mitglied der Bremer Bürgerschaft Emil Fitger (1848–1917), Schwachhauser Ring nach dem Stadtteil und dem Ringstraßensystem und Crüsemannallee nach dem Kaufmann und Mitgründer des Norddeutschen Lloyds (NDL) Eduard Crüsemann (1826–1869); ansonsten siehe beim Link zu den Straßen.

## Geschichte

### Name
Die Hartwigstraße wurde 1890 benannt nach dem bedeutsamen Erzbischof Hartwig I. (1118–1168). Von 1148 bis 1168 regierte er das Erzbistum Bremen.

### Entwicklung
Die Wohnbebauung des Ortsteils Bürgerpark steht bis auf ein kleines Dreieck im Nordosten auf dem Gebiet der 1849 eingemeindeten Pagenthorner Feldmark. Die Bebauung erfolgte ab dem Ende des 19. Jahrhunderts für zumeist großbürgerliche Schichten.

### Verkehr
Die Straßenbahnlinie 7 im westlichen Schwachhausen wurde 1911 bis zur Wachmannstraße eröffnet und 1914 bis zur Hartwigstraße verlängert. Die Linie 15 fuhr 1952 zur Hartwigstraße und wurde ab 1960 durch die Crüsemannallee zur Kulenkampffallee verlängert. 1959 war die Linienführung Kulenkampffallee – Markt – Flughafen. 1967 erhielten die bisherigen Linien 15 und 16 die Liniennummern der eingestellten Linien 5 und 6. Die Linie 5 fuhr von der Kulenkampffallee via Domsheide nach Huckelriede, wobei der Abschnitt Hauptbahnhof – Kulenkampffallee gemeinsam mit der neuen Linie 8 bedient wurde. Seit Winter 2002/03 fuhr die Linie 8 alleine zur Kulenkampffallee und seit 2006 nur tagsüber bis nach Huchting und abends nur bis zum Hauptbahnhof.
Die Straßenbahn Bremen durchfährt mit der Linie 8 (Huchting – Kulenkampffallee) die Straße
Im Nahverkehr in Bremen tangiert die Linien 6 (Universität – Flughafen) die Straße an der Wachmannstraße und die Buslinie 22 (Kattenturm ↔ Universität) am Schwachhauser Ring.

## Gebäude und Anlagen
Die Straße ist überwiegend mit zwei- bis dreigeschossigen Wohnhäusern bebaut.
Erwähnenswerte Gebäude und Anlagen
- Nr. 2 Ecke Wachmannstraße 52/54: 3-gesch. verputztes Wohn- und Geschäftshaus mit Walmdach von um 1900/10
- Nr. 2a bis 2d: 2-gesch. Wohnhäuser als Bremer Häuser von um 1900/1910 Sockelgeschoss
- Ecke Benquestraße Nr. 43: 2-gesch. Villa mit Walmdach
- Ecke Benquestraße Nr. 41: 2-gesch. Wohnhaus mit Erker, Giebelrisalit und Satteldach
- Ecke Benquestraße Nr. 44–56: 2-gesch. Wohnhausgruppe Benquestraße mit sieben Wohnhäuser von 1910 bis 1913 nach Plänen von Heinrich Garbade (Häuser Garbade, Gildemeister, Knüppel, Hillmann, Focke, Tewes und Ronning)[1]
- Nr. 12 bis 20: 2-gesch. Wohnhäuser, zum Teil mit Giebelelementen,  als Bremer Häuser von um 1900/10
- Nr. 24 bis 36 und 44a bis 46a; 2-gesch. Wohnhäuser als Bremer Häuser
- Nr. 27/29 und 31: 2-gesch. verklinkerte Wohnhäuser von um 1910/1930 mit Walmdächer
- Ecke Fitgerstraße Nr. 40: 1-gesch. Wohn- und Bürohaus von um 1920 mit Mansarddach
- Nr. 37 bis 53: 1- und 2-gesch. freistehende Wohnhäuser und Villen von um 1920/30
  - Nr. 37: 2-gesch. verklinkertes Haus Pape mit Walmdach von 1927 nach Plänen von  Regierungsbaumeister Carl Krahn für den Kaufmann Georg Heinrich Friedrich Pape. Die Villa steht seit 2001 unter Bremer Denkmalschutz.[2]
  - Nr. 47: 2-gesch. Villa mit Satteldach und diagonalen Ziegelornamenten im Giebel
- Hinweis: In der benachbarten Bulthauptstraße steht die denkmalgeschützte 2-gesch. Wohnhausgruppe Bulthauptstraße von 1906 bis 1913 nach Plänen verschiedener Architekten bestehend aus 35 Wohnhäusern im Häusertyp Bremer Haus.[3]